# モンテレーの戦い
モンテレイの戦い（モンテレイのたたかい、スペイン語: Batalla de Monterrey、英語: Battle of Monterrey）は、1846年9月21日〜23日に行われた米墨戦争における交戦のひとつ。ペドロ・デ・アンプディア将軍とメキシコの北部軍が重要な要塞の町モンテレイでアメリカ合衆国軍部隊と戦ったが、最終的にはメキシコ軍が撤退した。

## 背景
いくつかの敗戦と失敗の後、およそ2,638名のメキシコの北部軍は南に撤退し、ザカリー・テイラー将軍指揮下のアメリカ合衆国軍との交戦の前に再装備をした。古い要塞の町のモンテレイ近くで、ペドロ・デ・アンプディア将軍はアントニオ・ロペス・デ・サンタ・アナから、さらにサルティリョ（アンプディアが防衛線を張っていた町）まで後退するよう命令を受けた。しかし勝利に飢えて、兵士は絶えず撤退させられているために反乱に近づいていたことを意識していたアンプディアは、命令を拒絶し、モンテレイで立ち向かうことを選んだ。この交戦のためにメキシコシティからの援軍がアンプディアに加わった。援軍は1,000名のアスペイティア大隊、1,060名のシメオン・ラミレス大隊と砲兵隊、主にアイルランド系アメリカ人で構成されたメキシコ軍志願兵の聖パトリック大隊で、彼らのアメリカ軍との最初の大きな戦闘になった。

## 戦闘
3日間、アメリカ軍は都市の占拠に成功しなかった。頑強なメキシコの抵抗が、アメリカ軍将校にかなりの損失をもたらし、アメリカ軍の銃兵部隊はモンテレイの町の多くの要塞の壁に入り込むことができなかった。3日目に、テキサス・レンジャー部隊とウィリアム・J・ワース将軍指揮下の歩兵部隊は、何とかして町の西側の４つの丘陵を占拠した。ここに大きい大砲を設置し、丘陵から逃れて後退する軍を攻撃するために使用された。アメリカ軍は陽動作戦によって、西と東に分かれて、町に流れ込んだ。
町の壁の中での白兵戦は続いた。テキサス・レンジャーズは家の中に軽い大砲の砲弾を投げ入れ、軽い負傷を受けたがメキシコ兵を窓の外に吹き飛ばした。メキシコ軍は町の広場に集まった。町の広場で罠にかかり榴弾砲で敵から砲撃されて、アンプディア将軍は交渉することを決めた。敵地でより大きい軍と直面しなければならなかったテイラーは、都市の降伏のお返しに2ヶ月の休戦協定を交渉した。

## 戦闘後
テイラーとアンプディアの間で署名された結果の休戦は、戦争の結果に大きな効果をもたらした。テイラーは連邦政府に非難され、ジェームズ・ポーク大統領はアメリカ軍には休戦を交渉する権威は全くなく、ただ「敵を殺すのみ」であったと言った。さらに、アンプディアの軍が戦闘の名誉と武器をすべて持って撤退してしまったアンプディアの休戦の諸条件は、アメリカ側のオブザーバーによって、愚かで視野が狭いものと見られた。
アンプディアを味方する一部は、アンプディアはメキシコの敗戦を始めたと論じた。多くのメキシコ兵が戦争に幻滅を覚えるようになった。モンテレイのような固い要塞でよく供給された場所で、1万人のメキシコ兵は3日間アメリカ軍に抵抗したが、アメリカの市街戦の戦術、重火器、そして恐らくメキシコ軍の将校たちの分裂によって、ただ降伏せざるを得なかった。

## 参照
- Bauer, K. Jack. "The Mexican War, 1846-1848"
- Alcaraz, Ramon et al. "Apuntes Para la Historia de la Guerra Entre Mexico y los Estados Unidos"
- Balbotin, Manuel "La Invasion Americana, 1846 a 1848"